# Polyrhachis cryptoceroides
Polyrhachis cryptoceroides är en myrart som beskrevs av Carlo Emery 1887. Polyrhachis cryptoceroides ingår i släktet Polyrhachis och familjen myror. Inga underarter finns listade i Catalogue of Life.